# Keturah Anderson
Keturah Anderson (Kingston, Jamaica, 9 de enero de 1968) es una atleta canadiense de origen jamaicano retirada especializada en la prueba de 60 m vallas, en la que consiguió ser medallista de bronce mundial en pista cubierta en 1999.

## Carrera deportiva
En el Campeonato Mundial de Atletismo en Pista Cubierta de 1999 ganó la medalla de bronce en los 60 m vallas, llegando a meta en un tiempo de 7.90 segundos, tras la kazaja Olga Shishigina (oro con 7.86 segundos) y la nigeriana Glory Alozie (plata con 7.87 segundos).